# Trofeo Ciutat de Castelló
El Trofeo Ciutat de Castelló es un Trofeo de fútbol sala que se celebra en la ciudad de Castellón entre los meses de mayo y diciembre. Es conocido popularmente como el trofeo de la Cuna del Fútbol Sala. Hasta la fecha, 16 han sido las ediciones disputadas siendo CFS Bisontes Castellón el club con más títulos en su haber con 13 copas. 

## Historia
En 1992, tras la construcción del Pabellón Ciutat de Castelló el CFS Bisontes Castellón en agradecimiento a la Ciudad de Castellón creaba este torneo que se celebra bianualmente desde sus orígenes. Desde la edición 1 siempre ha sido el CFS Bisontes Castellón uno de los dos participantes. Sólo en el año 2014 debido a situación institucional y económica que atravesaba la entidad tras jugar en tercera división no se celebraba este trofeo.

## Sistema de competición
Bianualmente se dan cita dos equipos. El equipo campeón se lleva el trofeo "Ciutat de Castelló".

## Palmarés
Estos son las ediciones por años del trofeo "Ciutat de Castelló" a lo largo de los años:

## Historial
| Año  | Lugar                       | Campeón                   | Subcampeón                |
| ---- | --------------------------- | ------------------------- | ------------------------- |
| 2024 | Pabellón Ciutat de Castelló | CFS Bisontes Castellón    | Levante UD FS             |
| 2022 | Pabellón Ciutat de Castelló | CFS Bisontes Castellón    | Alzira FS                 |
| 2020 | Pabellón Ciutat de Castelló | CFS Bisontes Castellón    | Colo Colo Zaragoza        |
| 2018 | Pabellón Ciutat de Castelló | CFS Bisontes Castellón    | Colo Colo Zaragoza        |
| 2016 | Pabellón Ciutat de Castelló | CFS Bisontes Castellón    | CDFS Segorbe              |
| 2012 | Pabellón Ciutat de Castelló | CFS Bisontes Castellón    | Fútbol Sala Baix Maestrat |
| 2010 | Pabellón Ciutat de Castelló | CFS Bisontes Castellón    | ElPozo Murcia             |
| 2008 | Pabellón Ciutat de Castelló | Fútbol Sala Martorell     | CFS Bisontes Castellón    |
| 2006 | Pabellón Ciutat de Castelló | CFS Bisontes Castellón    | Valencia FS               |
| 2004 | Pabellón Ciutat de Castelló | Fútbol Sala Baix Maestrat | CFS Bisontes Castellón    |
| 2002 | Pabellón Ciutat de Castelló | CFS Bisontes Castellón    | Azkar Lugo FS             |
| 2000 | Pabellón Ciutat de Castelló | CFS Bisontes Castellón    | Valencia FS               |
| 1998 | Pabellón Ciutat de Castelló | CFS Bisontes Castellón    | Talavera Fútbol Sala      |
| 1996 | Pabellón Ciutat de Castelló | CFS Bisontes Castellón    | Segovia Futsal            |
| 1994 | Pabellón Ciutat de Castelló | Gran Canaria Fútbol Sala  | CFS Bisontes Castellón    |
| 1992 | Pabellón Ciutat de Castelló | CFS Bisontes Castellón    | Inter Fútbol Sala         |

### Títulos por club
| Club                      | Títulos |
| ------------------------- | ------- |
| CFS Bisontes Castellón    | 13      |
| Gran Canaria Fútbol Sala  | 1       |
| Fútbol Sala Martorell     | 1       |
| Fútbol Sala Baix Maestrat | 1       |